# كارمين مورلا لونش
كارمين مورلا لونش (بالإسبانية: Carmen Morla Lynch)‏ هي كاتِبة تشيلية، ولدت في 1893 في باريس في فرنسا، وتوفيت في 1983 في سانتياغو في تشيلي.